# Marie Hlouňová
Marie Hlouňová (3. května 1912, Sudějov – 4. prosince 2006, Praha), známa pod pseudonymem Maria Lonova, byla vynikající česká houslistka a hudební pedagožka.
Vystudovala v létech 1926 až 1933 Pražskou konzervatoř, kde byla žačkou Jana Mařáka. Dále mezi léty 1933 až 1936 pokračovala ve studiu hry na housle u Jaroslava Kociana na Mistrovské škole pražské konzervatoře, která již měla částečně charakter vysoké školy.
Byla velice nadaná a již v době studia s velkým úspěchem koncertovala doma i v zahraničí, např. v Jugoslávii a v Sovětském svazu. Roku 1939, počátkem 2. světové války, odjela do Velké Británie a zůstala tam po celou dobu války. Pod uměleckým jménem Maria Lonova hrála v mnoha významných koncertních sálech, sólově vystoupila s Londýnskou filharmonií a natáčela pro rádiové vysílání BBC. Jako prvá uvedla v Londýně a po válce v Praze a ve Varšavě trojvětou "Sonátu č. 3 pro housle a klavír" Bohuslava Martinů, kterou ji poslal ze Spojených států.
Po návratu domů pokračovala ve své koncertní činnosti a byla angažována do České filharmonie jako sólistka. Od roku 1948 začala souběžně s koncertováním vyučovat na Akademii múzických umění v Praze kde průběhem let vychovala řadu vynikajících houslistů. Z českých jsou to např. Jana a Dana Vlachová, Pavel Hůla a Jiří Tomášek, ze zahraničních Japonka Shizuka Ishikawa.
Působila pedagogicky také v zahraničí, hlavně na konci šedesátých let v Dánsku a pak v Japonsku na Tokyo University of the Arts (Geidai) a Musashino University v Tokiu.